# Bautasteen

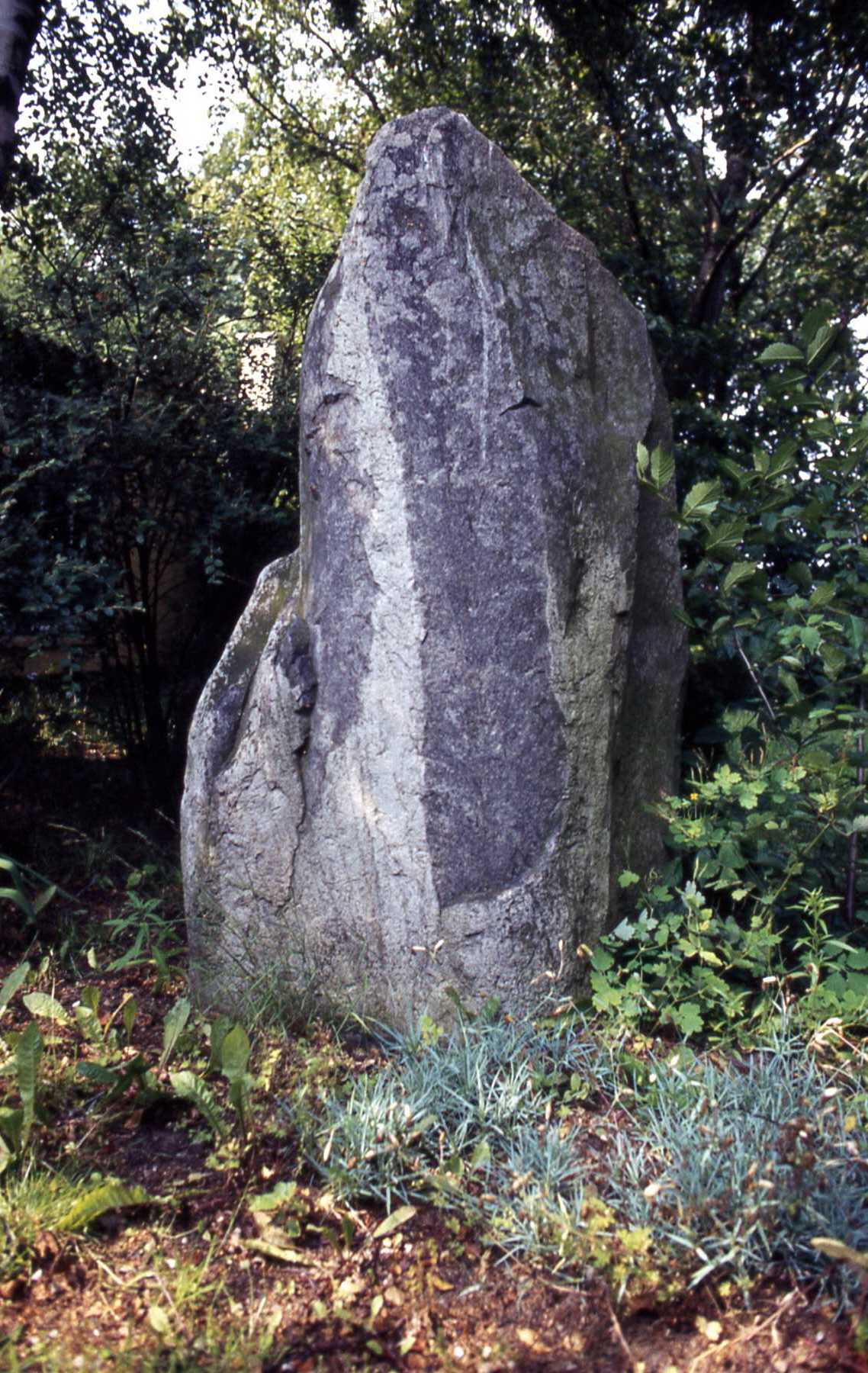
Deense bautasteen bij Reerslev Seeland

Een bautasteen is een slanke rechtopgezette steen, meestal zonder afbeeldingen of runentekens. Bautasteen, in het Deens bautasten, is het Deense equivalent van het continentale begrip menhir (lange rechtopstaande steen). In het Zweeds wordt zo'n steen een rest sten 'rechtopgezette steen' (verwant aan het Engelse raised ') of bautasten genoemd. In Noorwegen zijn de begrippen bautaen en steinbauta gebruikelijk.
In een aantal Scandinavische gebieden en aangrenzende regio's zijn in de brons- en ijzertijd, soms zelfs al in jonge steentijd, bautastenen of resta stenar geplaatst. In Denemarken zijn ze meestal verbonden met graven, maar ook wel met gewijde plaatsen.

## Etymologie en geschiedenis

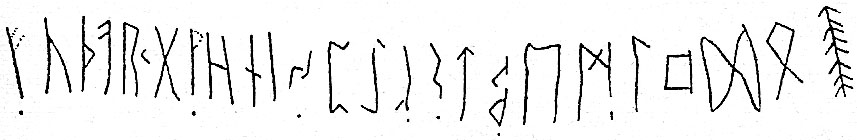
Fuþark op de "Kylversten", Zweden. (ca. 400 n.Chr.)

Het woord bautasten komt van het IJslandse bautastein, waarin bauta 'slaan' betekent: de steen werd in de grond geslagen. Bautastenen zijn de voorlopers van de runenstenen en hebben meestal ten minste één vlakke zijde. Gedurende de ijzertijd, zo ongeveer vanaf de 4e eeuw, begon men de gedenkstenen van runentekens te voorzien. De bautasteen bij Strangelshøj zou zich omdraaien wanneer het de lucht van versgebakken brood waarneemt. Dit bijgeloof is wijd verbreidt in heel Denemarken. Hetzelfde wordt namelijk ook verteld over de zwerfkei genaamd Spejdersten, de grootste steen op het Deense eiland Falster, waar ook een relatie met vruchtbaarheid niet uitgesloten wordt.
Rond 1230 schreef de IJslandse geschiedschrijver Snorri Sturluson in de Heimskringla (de Noorse koningssagen) over een beroemd persoon: "...en hij werd begraven en een bautasteen werd voor hem opgericht." Vanaf de 17e eeuw werd er door meerdere kroniekschrijvers en geleerden over bautastenen geschreven. In zijn boek "Sechs Schreiben von einigen Merkwürdigkeiten der Holsteinischen Gegenden" gaat Johann Friedrich Camerer uitvoerig in op de "heidense stenen uit de oudheid". Hij had er een op het Duitse eiland Sylt, en een aantal in de omgeving van Pöschendorf (nabij Hamburg) gezien en beschreven. Hij maakte er melding van dat Johannes Schefferus, al het woord "Bauta" met bloed vertaalde, "omdat deze bloedstenen ter verering opgericht waren voor degene die in de oorlog bloed vergoten hadden". Johann Daniel Major beweerde in zijn in 1692 verschenen werk "Bevölckertes Cimbrien" dat de bautastenen vroeger om alle grafheuvels geplaatst waren en waarschijnlijk vanuit "Noorwegen op aan elkaar vastgeknoopte vlotten ook op het Cimbrische schiereiland (Jutland) gebracht waren". Dit werd echter 50 jaar later al in twijfel getrokken door Johann Friedrich Camerer. Ook Troels Arnkiel uit Aabenraa (Denemarken), predikant en onderzoeker van vroege geschiedenis, ging in zijn bekendste werk "Ausführliche Eröffnung" in op de betekenis van de bautastenen. Hij schrijft: "Bij deze heidense grafheuvels en bergen zijn de grote stenen als pilaren rondom neergezet, wat gedaan wordt ter nagedachtenis van de doden. Het is te betreuren dat deze grafstenen op vele plaatsen weggenomen en hergebruikt zijn om er kerken, kastelen, boerderijen, steentuinen en kerkmuren van te bouwen. En zo staan er vele grafheuvels en bergen onbeschermd bij op de velden en zijn bijbehorende steencirkels en kringen geplunderd."

Zweedse bautastenen
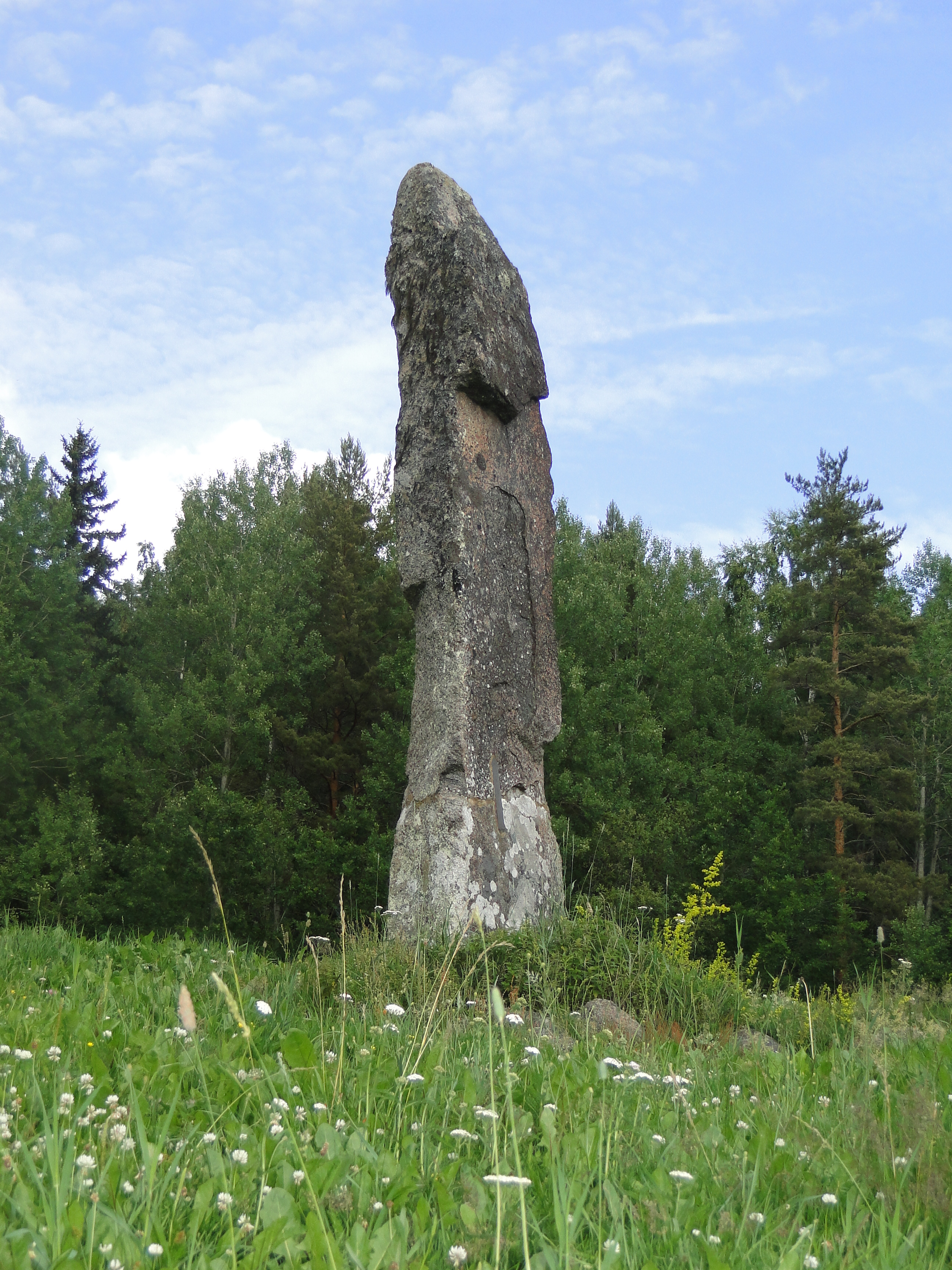
Steen van Boda
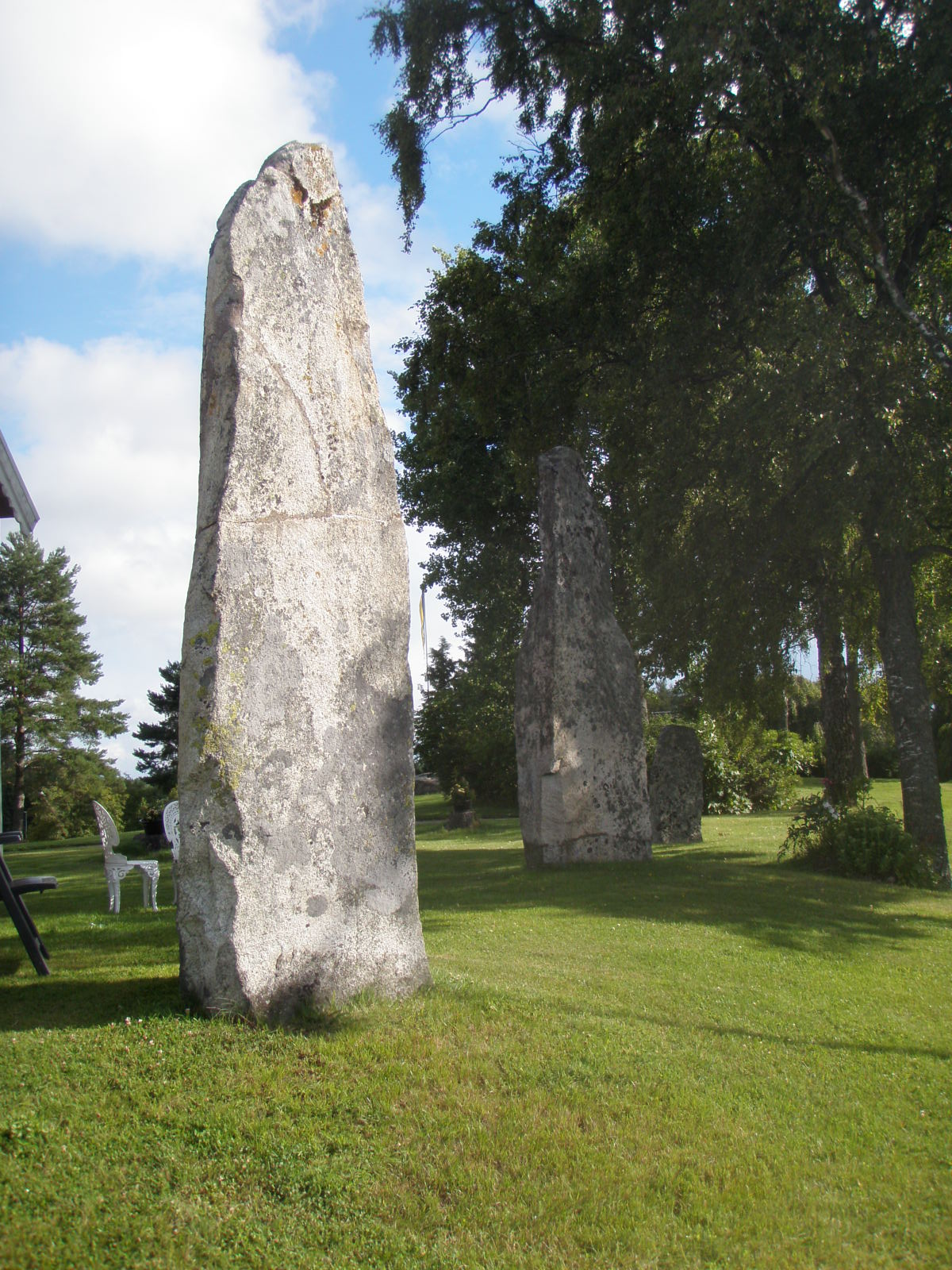
Stenen van Vässjevattnet
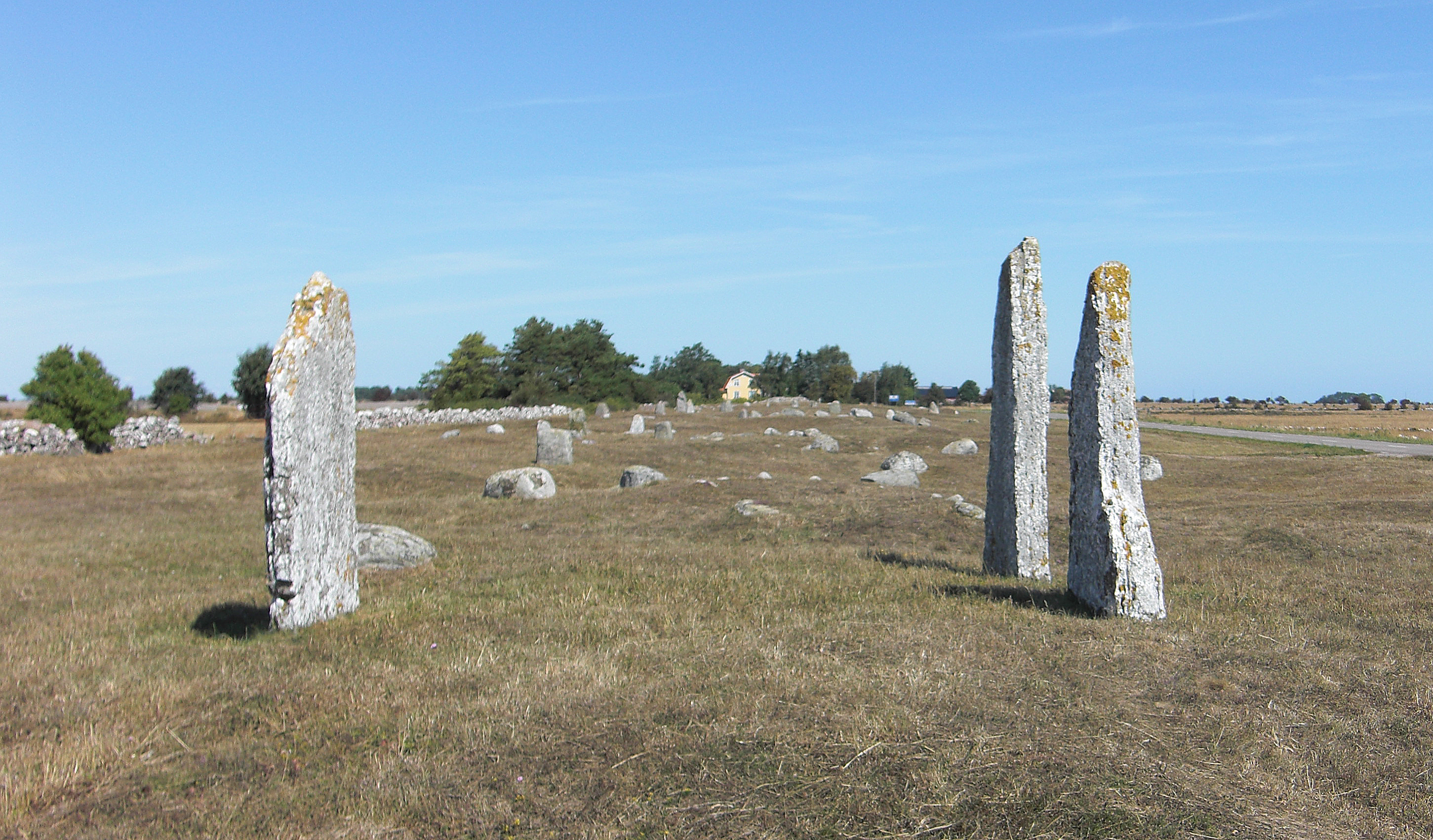
Ölandse stenen uit kalksteenplaten
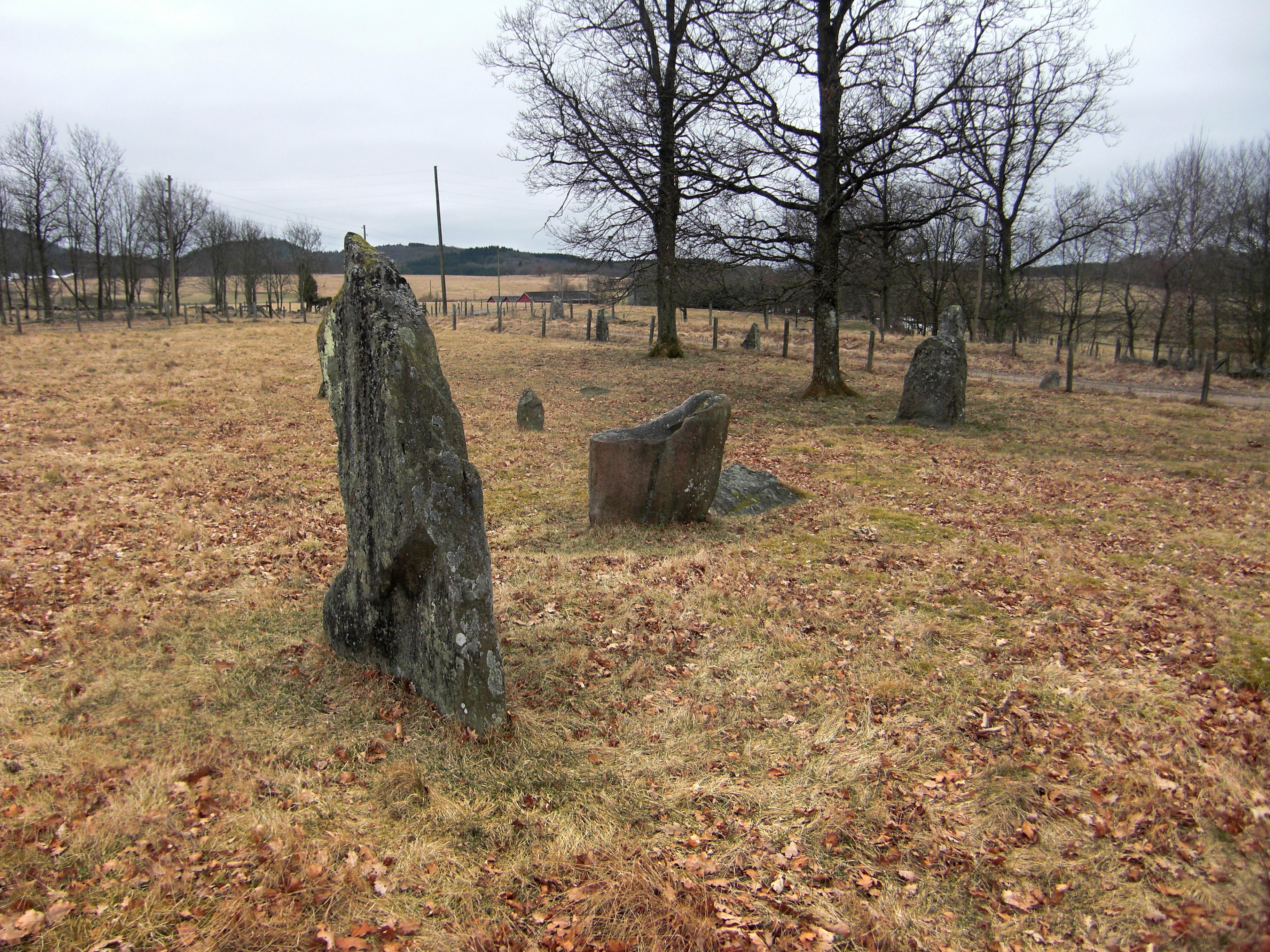
Stenen op het grafveld van Särestad

## Verspreiding
| Gemeenten        | Aantal |
| ---------------- | ------ |
| Akershus         | 8      |
| Aust-Agder       | 56     |
| Buskerud         | 7      |
| Finnmark         | 3      |
| Hedmark          | 5      |
| Hordaland        | 70     |
| Møre og Romsdal  | 134    |
| Nord-Trøndelag   | 102    |
| Nordland         | 90     |
| Oppland          | 24     |
| Oslo             | 0      |
| Rogaland         | 258    |
| Sogn og Fjordane | 43     |
| Sør-Trøndelag    | 66     |
| Telemark         | 13     |
| Troms            | 15     |
| Vest-Agder       | 107    |
| Vestfold         | 35     |
| Østfold          | 140    |

In Denemarken en Scandinavië komen bautastenen alleen maar ook in groepen voor: Årbakka (7), Grinde (6), Norheim (5) (allen in Noorwegen). Op de grafvelden, bij de Bøgebjerg bij Reerslev in Denemarken, zijn vijf stenen genaamd "Skrædderens falske vidner" (De valse getuigen van de kleermaker) te vinden.
- In Denemarken bevindt zich de grootste concentratie (75 van de oorspronkelijke 125) bautastenen op het Højstrup-grafveld op Tømmerby Fjord (75 van zodra 125 stenen) in Noord-Jutland. Van de oorspronkelijke 1000 stenen op het eiland Bornholm zijn er vandaag de dag ongeveer 250: in Louisenlund (70 stenen tot wel 2,5 meter hoog) en in het bos bij Gryet (bos) bij Neksø (67 stenen).[3]
- In Finland (in het bijzonder de Åland-Eilanden, en in Laitila).
- In Noorwegen zijn er 1176 geregistreerde bautastenen die onderdeel van een grafveld zijn.[4] Meer dan 100 bevinden zich in Rogaland (234), Østfold (140), Møre og Romsdal (134), Vest-Agder (107) en Nord-Trøndelag (102). Ook in 13 andere provincies staan er tussen 3 (Finnmark) en 90 (Nordland) bautastenen met een hoogte tot 8 meter hoog, wat uitzonderlijk hoog is. Meestal werden graven met een steen gemarkeerd, maar er zijn ook gevallen bekend waarbij meerdere brokken steen gebruikt zijn, bijvoorbeeld De fem dårlige jomfruer (letterlijk vertaald: de vijf dwaze maagden).
- In Zweden, (Resta stenar) op de Hallandse begraafplaats van Li (127). Op Gotland en Öland uit kalksteen.

Ook in Engeland en in het huidige Polen zijn enkele bautastenen te vinden. Deze stenen zijn vermoedelijk toe te schrijven aan de vroege Goten in Polen. Vaak vindt men ze ook aan de zuidkant van brandheuvels. Hiermee werd mogelijk het midden van een grafplaats aangeduid. Meestal komen ze voor waar ook Noormannen en Vikingen zich gevestigd hadden.

## Uiterlijk
In Denemarken zijn zwerfkeien gebruikt (zelden hoger dan 2 meter) en andere stenen, die waarschijnlijk uit rotsen gehakt werden. Laatstgenoemde zijn onbewerkt en daarmee min of meer onregelmatig van vorm. Sommige hebben een bijna driehoekige, vierkante of rechthoekige doorsnede. De hoogtes van de verschillende stenen variëren tussen 30 cm en 7,2 meter. De 7,2 meter hoge "naainaald van Maria" (Noors: Jomfru Marias synål) bij de Olavskerk in Avaldsnes op Karmøy en de Trollpila (de trolpijler) van Bolsøya met 5,1 meter zijn het hoogst. Naarmate de steen hoger is, wordt deze ook dunner. Daarom worden sommige stenen dan ook "naald" genoemd. Vaak is bijna de helft ingegraven in de bodem en is het bovenste deel spits toelopend. Op Gotland en Öland zijn voornamelijk stenen van kalksteen opgesteld die tegenwoordig (door beschadiging of verwering) nog maar nauwelijks boven de grond uitsteken.

## Afbakening
Bautastenen hebben geen inscripties of afbeeldingen. In latere tijden, deels nog voor het Vikingtijdperk, zijn er teksten gevonden, meestal in runenschrift. Zulke stenen heten dan ook "runenstenen", bijvoorbeeld Helland in Sola (Noorwegen): "Skard heeft deze steen opgericht voor Bjalv, zijn zoon, een achtenswaardige man". In de Hávamál wordt op dezelfde herinneringsfunctie gewezen:
sjaldan bautarsteinar
standa brautu nær, 
nema reisi niðr at nið.
Zelden staan bautastenen
aan de weg
als nabestaanden ze niet oprichten voor hun verwanten..
Daarmee zou de functie van de stenen veranderd kunnen zijn. Ze werden minder belangrijk en, zoals de nuchtere tekst aangeeft, zouden ze ook geen religieuze betekenis meer hebben. Aangenomen wordt dat de verandering te wijten is aan christelijke invloeden, waar grafzerken met inscripties al gangbaar waren.

## Literatuur

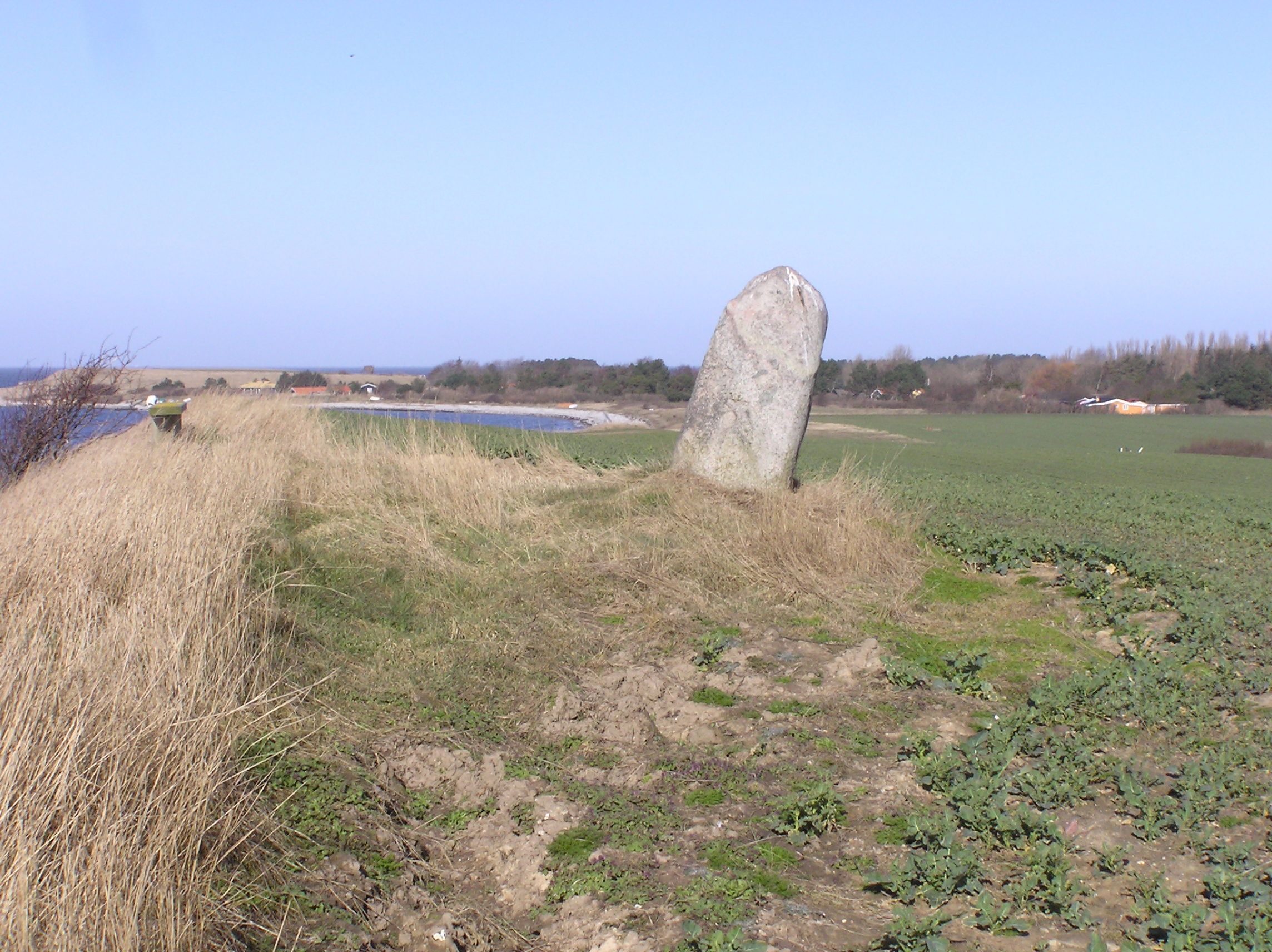
Bautasteen in het westen van Sejerø